# Robert McLiam Wilson

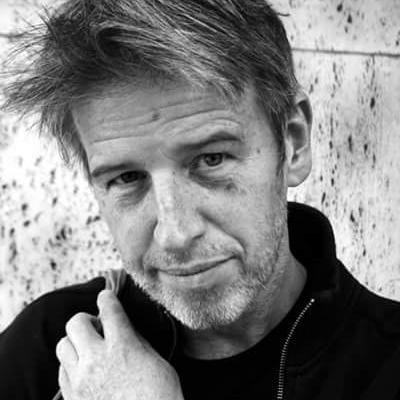
Robert McLiam Wilson, 2018

Robert McLiam Wilson (* 24. Februar 1964 in Belfast, Nordirland) ist ein nordirischer Schriftsteller.

## Leben und Schaffen
McLiam Wilson wuchs mit sechs Geschwistern (von denen eines früh starb) in einer Belfaster Arbeiterfamilie auf. Er begann ein Studium am St Catharine’s College in Cambridge, brach es aber ab und war vorübergehend obdachlos.
Im Jahr 1989 veröffentlichte er seinen ersten Roman Ripley Bogle. Er handelt von einem Obdachlosen in London und wurde mit mehreren Preisen ausgezeichnet, u. a. mit dem Rooney Prize for Irish Literature und dem Irish Book Award. Der Protagonist seines zweiten Romans Manfred’s Pain (1992) ist ein alter Mann, dessen Lebensgeschichte in Rückblenden erzählt wird. Eureka Street (1996) schildert auf humorvolle Weise die Freundschaft zwischen einem Protestanten und einem Katholiken in Belfast vor dem Hintergrund des IRA-Waffenstillstandes von 1994. Der Roman wurde 1999 von der BBC als Mini-Serie adaptiert. Ein weiterer Roman mit dem Titel The Extremists ist bereits seit einigen Jahren angekündigt, aber bisher nicht erschienen.
McLiam Wilson verfasste außerdem (zusammen mit Donovan Wylie) eine Studie über Armut im Vereinigten Königreich (The Dispossessed, 1992), war journalistisch tätig, und hat für die BBC einen Dokumentarfilm über den Nordirlandkonflikt gedreht. 2012 schrieb er den Text zu dem Fotoband Wilder Mann des französischen Fotografen Charles Fréger.
Wilson war verheiratet und lebt in Paris, wo er für Charlie Hebdo und Libération schreibt.

### Werke
- 1989: Ripley Bogle (deutsch von Susanne Lange bei Schöffling & Co. 1996 und im S. Fischer Verlag 1998)
- 1992: Manfred’s Pain
- 1992: The Dispossessed
- 1996: Eureka Street (deutsch von Christa Schuenke im S. Fischer Verlag 1997)
- 2012: Wilder Mann

### Sekundärliteratur
- Caroline Magennis: Sons of Ulster. Masculinities in the Contemporary Northern Irish Novel. Oxford et al. 2010, ISBN 978-3-0353-0043-7.
- Irene Gilsenan Nordin und Carmen Zamorano Llena (Hrsg.): Redefinitions of Irish Identity. A Postnationalist Approach. Oxford et al. 2010, ISBN 978-3-03911-558-7.